# Bilsteinhöhle
Die Bilsteinhöhle ist ein Höhlensystem im Naturpark Arnsberger Wald in Nordrhein-Westfalen, Deutschland. Neben der Schauhöhle gibt es weitere Höhlenteile, die teilweise mit der Schauhöhle in Verbindung stehen.

## Geographische Lage
Die Bilsteinhöhle liegt in Westfalen knapp drei Kilometer (Luftlinie) südwestlich des Kernorts der sauerländischen Stadt Warstein. Im „Warsteiner Wald“, dem Ostteil des eingangs genannten Naturparks, ist die Höhle am besten über die Landesstraße „L 735“ zu erreichen, welche Warstein mit dessen westsüdwestlichem Ortsteil Hirschberg verbindet. An dieser Straße befindet sie sich am Ostufer des Bilsteinbachs.
Der Bilsteinbach verschwindet in verschiedenen Bachschwinden am Fuße des Bilsteinfelsens und tritt in einer Karstquelle (dem Portal der Bilstein-Bachhöhle) direkt am Höhlenparkplatz wieder aus (diese Karstphänomene sind stark abhängig von der Wasserführung des Bilsteinbachs und dem Stand des Karstgrundwassers). Nach dem Wiederaustritt des Baches aus der Karstquelle wird der vorherige Bilsteinbach „Hirschberger Bach“ genannt.

## Höhlenbeschreibung
Die Bilsteinhöhle befindet sich im äußersten Westen des Warsteiner Sattels, eines Sattels aus mitteldevonischem Massenkalk, der sich von der Bilsteinhöhle im Westen bis nach Kallenhardt im Osten, also über etwa acht Kilometer erstreckt. Die Höhle hat eine Gesamt-Ganglänge von etwa 1700 Meter, davon sind etwa 450 Meter als ganzjährig geöffnete Schauhöhle für Besucher zugänglich. Die Tiefe der Höhle beträgt etwa 50 Meter.

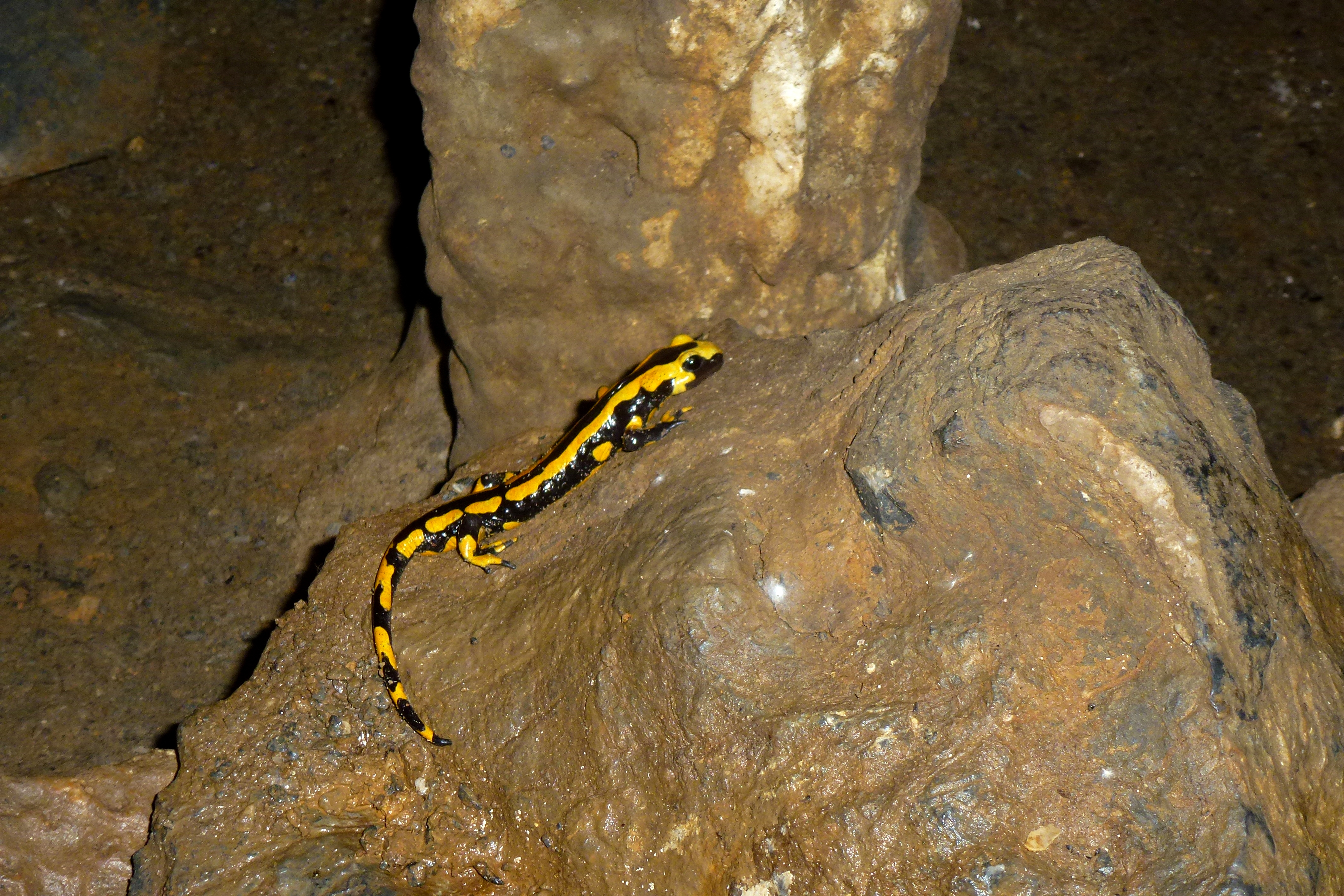
Feuersalamander, in der Bilsteinhöhle

In der Bilsteinhöhle wurden sowohl paläontologische wie auch vorgeschichtliche Funde gemacht. Die Knochenfunde stammen im Wesentlichen aus der Weichsel-Kaltzeit, nachgewiesen wurden vor allem Höhlenbär, Höhlenlöwe, Höhlenhyäne und Rentier. Aus den verschiedenen menschlichen Besiedlungsphasen stammen eine mittelsteinzeitliche Jägerstation, ein Kupferdolch der Glockenbecherkultur (etwa 2300 vor Christus), ein Zylinderhalsgefäß der Urnenfelderkultur (etwa 800 vor Christus) und zahlreiche Funde aus der vorrömischen Eisenzeit (etwa 500 vor Christus), darunter Keramik, Schmuck und menschliche Knochen. Heute findet man stellenweise Feuersalamander, die die Höhle als Winterquartier aufsuchen.
Wie zahlreiche andere Höhlen im Sauerland und darüber hinaus deuten die eisenzeitlichen Funde auf eine kultische Bedeutung der Bilsteinhöhle hin. Diese dürften im Zusammenhang mit Bestattungsriten stehen. Andere Theorien (Kannibalismus) sind abwegig.

## Die Bilsteinhöhle als Schauhöhle

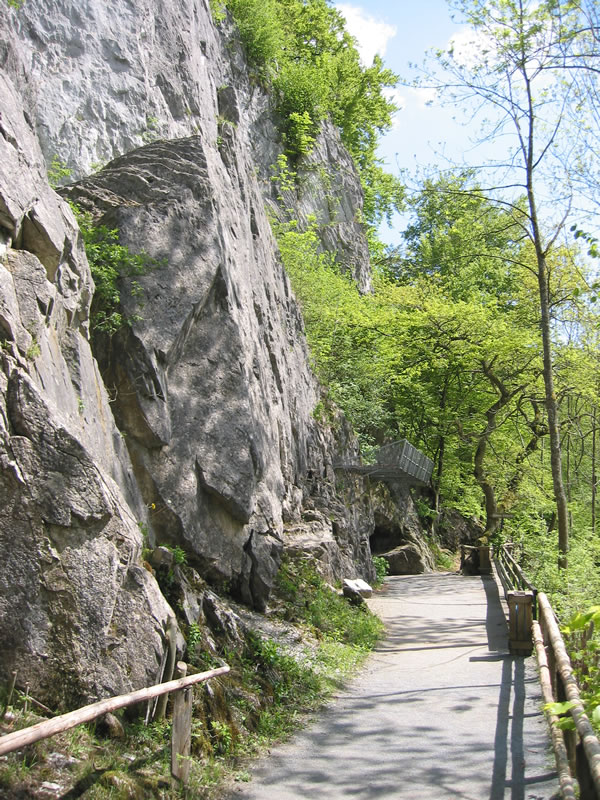
Eingangsbereich der Bilstein-Schauhöhle

Am 17. September 1887 wurde ein bis dahin unbekannter Teil des Bilstein-Höhlensystems vom Warsteiner Waldarbeiter Franz Kersting bei Wegebauarbeiten im Auftrag des Warsteiner Verschönerungsvereins entdeckt. Erst nach dieser Entdeckung bekam das Höhlensystem den Namen Bilsteinhöhle (anfangs war auch die Bezeichnung Warsteiner Höhle in der Diskussion). Der Geologe Emil Carthaus wurde mit den Erschließungsarbeiten beauftragt, um die Höhle als Schauhöhle nutzen zu können. Emil Carthaus erforschte das gesamte Höhlensystem, führte in allen Höhlen rund um den Bilsteinfelsen Ausgrabungen durch. Für die erste Beleuchtung der Schauhöhle wurde direkt unterhalb des Höhlenausgangs eine kleine Gasfabrik errichtet, in der Wassergas zur Höhlenbeleuchtung hergestellt wurde. Der ursprüngliche Baukörper (neun mal sechs Meter, bei etwa fünf Meter Höhe) ist noch im Erdgeschoss der späteren Jugendherberge erhalten.
Die ersten Führungen in der Bilsteinhöhle begannen schon 10 Tage nach der Entdeckung der Höhle. Der Höhlenentdecker Franz Kersting war auch der erste Höhlenführer (zusammen mit seinem Arbeitskollegen Caspar Eßfeld, der ebenfalls an den Wegebauarbeiten beteiligt war, die zur Entdeckung der Höhle führten). Interessierte Besucher wurden in kleinen Gruppen vom heutigen Höhlenausgang bis in die „Große Halle“ geführt. Im November 1887 wurde die Höhle geschlossen, um über den Winter die nötigen Bauarbeiten für den Schauhöhlenbetrieb durchführen zu können.
Im Mai 1888 wurde die Bilsteinhöhle für Höhlenbesucher wieder geöffnet. Im Zuge der Erschließungsarbeiten war ein Schacht zum Höhleneingang ausgebaut worden. 40 Jahre lang diente dieser Schacht als Höhleneingang. Nach 40 Jahren war die Treppenkonstruktion im Schacht verrostet, so dass dieser Schacht aufgegeben wurde. Nach langer Diskussion wurde schließlich im Jahr 1937 ein neuer Höhleneingang angelegt, ein Verbindungstunnel von der „Kulturhöhle 3“ in die Tropfsteinhöhle. 1937 wurde dieser Tunnel feierlich eröffnet, im Rahmen der Festveranstaltung zum 50. Jahrestag der Höhlenentdeckung. Seit dieser Zeit wird die „Kulturhöhle 3“ als Höhleneingang genutzt.
Die jährlichen Besucherzahlen der Bilsteinhöhle erreichten mehrmals annähernd die 100.000-Personen-Marke (zuletzt im Jahr 1991 mit etwa 96.000 Besuchern), sind derzeit aber deutlich geringer (Tiefststand im Jahr 2010 mit nicht einmal 27.000 Besuchern).
Schon im Winter 1887/88 wurde unterhalb der Höhle, an der Straße Warstein-Hirschberg ein Restaurationsgebäude errichtet. An dieses Gebäude wurde ein Zimmermuseum angebaut, in dem die Funde der Höhlengrabungen präsentiert wurden. In den 1950er-Jahren wurde der Altbau abgerissen und durch einen groß dimensionierten Neubau – Hotel, Gastronomie, Saal – ersetzt. 1998 wurde das Gebäude an die Warsteiner Brauerei verkauft, die es nach einigen Jahren der Schließung renovierte. Der Hotelbetrieb ist nicht wieder aufgenommen worden. Seit dem April 2012 ist der Verein "Bilsteintal e. V." Pächter der Gastronomie.
Am 1. September 2011 wurde ein Pachtvertrag zwischen der Stadt Warstein und dem im Mai 2011 gegründeten Verein „Bilsteintal e. V.“ unterzeichnet. Seit diesem Tag betreibt der gemeinnützige Verein Bilsteintal e. V. die Schauhöhle Bilsteinhöhle und den Wildpark im Bilsteintal.

## Die ehemalige Gasfabrik und spätere Jugendherberge

Menschlicher Schädelrest aus der Bilsteinhöhle, Warstein

Die erste Höhlenbeleuchtung wurde mit Wassergas betrieben, das in der Gasfabrik direkt unterhalb des Höhlenausgangs hergestellt wurde. Diese Beleuchtung erwies sich als wenig zuverlässig. Deshalb wurde die Höhlenbeleuchtung schon 1905 auf elektrische Beleuchtung umgestellt. Da ein Netzanschluss noch nicht vorhanden war, wurde in der ehemaligen Gasfabrik nun ein Stromgenerator aufgestellt, der mit Ergin betrieben wurde. Der Anschluss der Höhlenbeleuchtung an das elektrische Netz erfolgte 1922. Dadurch wurde das Gebäude der ehemaligen Gasfabrik nicht mehr gebraucht. In diesen Räumlichkeiten wurde die erste Warsteiner Jugendherberge eingerichtet. 1925 erfolgte eine Aufstockung auf insgesamt vier nutzbare Etagen, 1926 ein Anbau. Im Frühjahr 1926 eröffnete die Jugendherberge als Höhlenklause im Bilsteintal. 1972 wurde die Jugendherberge geschlossen, da sie den geltenden Brandschutzbestimmungen nicht mehr entsprach. Das Gebäude wurde an einen katholischen Pfarrer verpachtet, der die Renovierung übernahm und das Gebäude für Jugendfreizeiten und ähnliche Veranstaltungen nutzte. Diese Nutzung wurde ca. 2000 aufgegeben. Seit 2005 wurde das Erdgeschoss als Ausstellungsfläche (Info-Ausstellung über die Bilsteinhöhle) und Verkaufsraum genutzt. Am 19. März 2009 wurde im Dachgeschoss ein gravierender Schaden an tragenden Balken festgestellt und das Gebäude daraufhin wegen drohender Einsturzgefahr gesperrt. Im Juli 2009 beschloss der Rat der Stadt Warstein den totalen Abbruch der alten Jugendherberge, da sich eine Reparatur des Schadens nicht mehr lohne und es aus baurechtlichen und finanziellen Erwägungen nicht möglich oder sinnvoll sei, Teilabbruch-Lösungen anzustreben. Um den Abbruch noch abzuwenden, fanden sich Handwerker und Spender, die die Reparatur des Schadens übernahmen. Für die Stadt Warstein entstanden durch die Reparatur keine Kosten. Unter diesen Voraussetzungen wurde der Abriss-Beschluss vorerst ausgesetzt. Weitere Bedingung war, dass ein schlüssiges Konzept für eine zukünftige Nutzung des Gebäudes vorgelegt werden sollte.
Der im Mai 2011 gegründete gemeinnützige Verein „Bilsteintal e. V.“ übernahm mit dem Pachtvertrag vom 1. September 2011 neben der Schauhöhle und dem Wildpark auch das Gebäude der Alten Jugendherberge. Ziel des Vereins ist es, die Jugendherberge zum informativen Mittelpunkt des Bilsteintals auszubauen. In einem ersten Schritt wurde im Oktober 2011 die Kasse der Bilsteinhöhle in das Gebäude verlegt. Im Dezember 2011 hat der Verein Bilsteintal e. V. mit vorbereitenden Maßnahmen zur Sanierung des Gebäudes begonnen. Nach einer gründlichen Sanierung sollen die oberen Etagen eine Info-Ausstellung zur Bilsteinhöhle und zu den verschiedenen geschichtlichen Hintergründen des Bilsteintals beherbergen.
Im Zusammenhang mit dem Aufbau der Jugendherberge wurden in der ersten Hälfte des 20. Jahrhunderts weitere Freizeiteinrichtungen im Bilsteintal geschaffen, ein Bolzplatz (sogenannter Höhlensportplatz) oberhalb der Höhle und ein Badeteich oberhalb des Bilsteinfelsens, der durch Aufstau des Bilsteinbaches angelegt wurde. Der Badeteich musste bald aufgegeben werden, der Bolzplatz ist auch heute noch nutzbar und wurde in den 1970er-Jahren durch einen benachbarten Grillplatz erweitert.